# Jan Willem Marie Bosch van Oud-Amelisweerd
Jan Willem Marie Bosch van Oud-Amelisweerd, (Utrecht, 22 september 1860 – aldaar, 23 maart 1941) was een Nederlandse jurist en politicus.

## Familie
Bosch was lid van de familie Bosch en een zoon van jhr. mr. Wilhelmus Johannes Marie Bosch van Oud-Amelisweerd (1829-1899) en jkvr. Anna Catharina van de Poll (1833-1916) en kleinzoon van Johannes Wilhelmus Henricus Bosch. Hij trouwde met Lucia Anna Maria Blankenheijm (1869-1943). Uit dit huwelijk werden twee dochters en een zoon geboren.

## Loopbaan
Bosch studeerde rechtswetenschap aan de Universiteit Utrecht. Hij promoveerde in 1885 op zijn proefschrift Asyl en uitlevering, historisch geschetst en vestigde zich vervolgens als advocaat en procureur in Utrecht. Hij was in 1889 mede-oprichter van de katholieke studentenvereniging Veritas en werd de eerste voorzitter, wat hij tot 1897 bleef. In dezelfde periode (1889-1897) was hij ambtenaar van het Utrechts Openbaar Ministerie voor de kantons Amersfoort, Breukelen-Nijenrode en Woerden. Hij werd substituut-officier van justitie in Roermond (1897-1899) en Amsterdam (1899-1905) en was aansluitend rechter (1905-1910), vicepresident (1910-1911) en president (1911-1927) van de arrondissementsrechtbank te Utrecht. 
Bosch was van 13 oktober 1914 tot 18 september 1923 lid van Eerste Kamer der Staten-Generaal. Hij hield zich vooral bezig met justitiële onderwerpen en binnenlands bestuur. Hij legde zich in 1917 node neer bij de invoering van het algemeen (mannen)kiesrecht.
Bosch werd in 1922 benoemd tot ridder in de Orde van de Nederlandse Leeuw. Hij overleed in 1941 op tachtigjarige leeftijd.